# مسجد آية الله خسرو شاهي
مسجد آية الله خسرو شاهي هو مسجد تاريخي يعود إلى عصر القاجاريون، ويقع في تبريز.